# Ricardo Alegría Gallardo
Ricardo Enrique Alegria Gallardo (San Juan, 14 d'abril de 1921 - 7 de juliol de 2011) va ser arqueòleg i historiador porto-riqueny. Va ser el primer director de l'Institut de Cultura Porto-riquenya. També va ser Director del Centre d'Estudis Avançats de Puerto Rico i el Carib. Va ser un antropòleg, promotor, educador i defensor de la cultura porto-riquenya. Va morir el 2011 als 90 anys.